# Tjekkoslovakiets håndboldlandshold (herrer)
Tjekkoslovakiets håndboldlandshold for mænd var det mandlige landshold i håndbold for Tjekkoslovakiet fra 1920-1992. Da staten Tjekkoslovakiet blev splittet den 1. januar 1993 blev holdet delt op i Slovakiets håndboldlandshold og Tjekkiets håndboldlandshold. Det repræsenterede landet i internationale håndboldturneringer. Håndboldlandsholdet vandt en guldmedalje under VM 1967 og en sølvmedalje under OL 1972.

## Resultater

### Sommer-OL
- 1972:  Sølv
- 1976: 7.-plads
- 1988: 6.-plads
- 1992: 9.-plads

### VM
- 1954:  Bronze
- 1958:  Sølv
- 1961:  Sølv
- 1964:  Bronze
- 1967:  Guld
- 1970: 7.-plads
- 1974: 6.-plads
- 1978:  Guld
- 1982:  Guld
- 1986: 13.-plads
- 1990: 7.-plads
- 1993:  Guld